# Campylocera robusta
Campylocera robusta är en tvåvingeart som beskrevs av Wulp 1880. Campylocera robusta ingår i släktet Campylocera och familjen Pyrgotidae. Inga underarter finns listade i Catalogue of Life.